# Parco del Castello (L'Aquila)
Il Parco del Castello è un giardino pubblico della città dell'Aquila. Si trova nel centro storico del capoluogo, sul colle dove sorge il Forte spagnolo.
Il parco è accessibile dal Piazzale Battaglione degli Alpini (in cui è presente la Fontana luminosa di D'Antino (1934)) e da altri ingressi dalle strade che lo circondano: viale Gran Sasso, viale Malta, via Castello e viale Tagliacozzo.

## Storia
Il giardino è stato realizzato intorno al 1934-38 presso l'area del campo boario, dove si svolgeva settimanalmente il mercato degli animali. Nel corso del Novecento l'area è stata adibita a parco pubblico con il rimboschimento mediante abete, la realizzazione di percorsi pedonali da passeggio, circondando le mura e i quattro bastioni della fortezza, la riqualificazione del piazzale di raccordo tra la fortezza e il corso Vittorio Emanuele, con la realizzazione della Fontana luminosa di Nicola D'Antino, e dei due palazzi gemelli del Combattente e Leone, all'ingresso del corso.

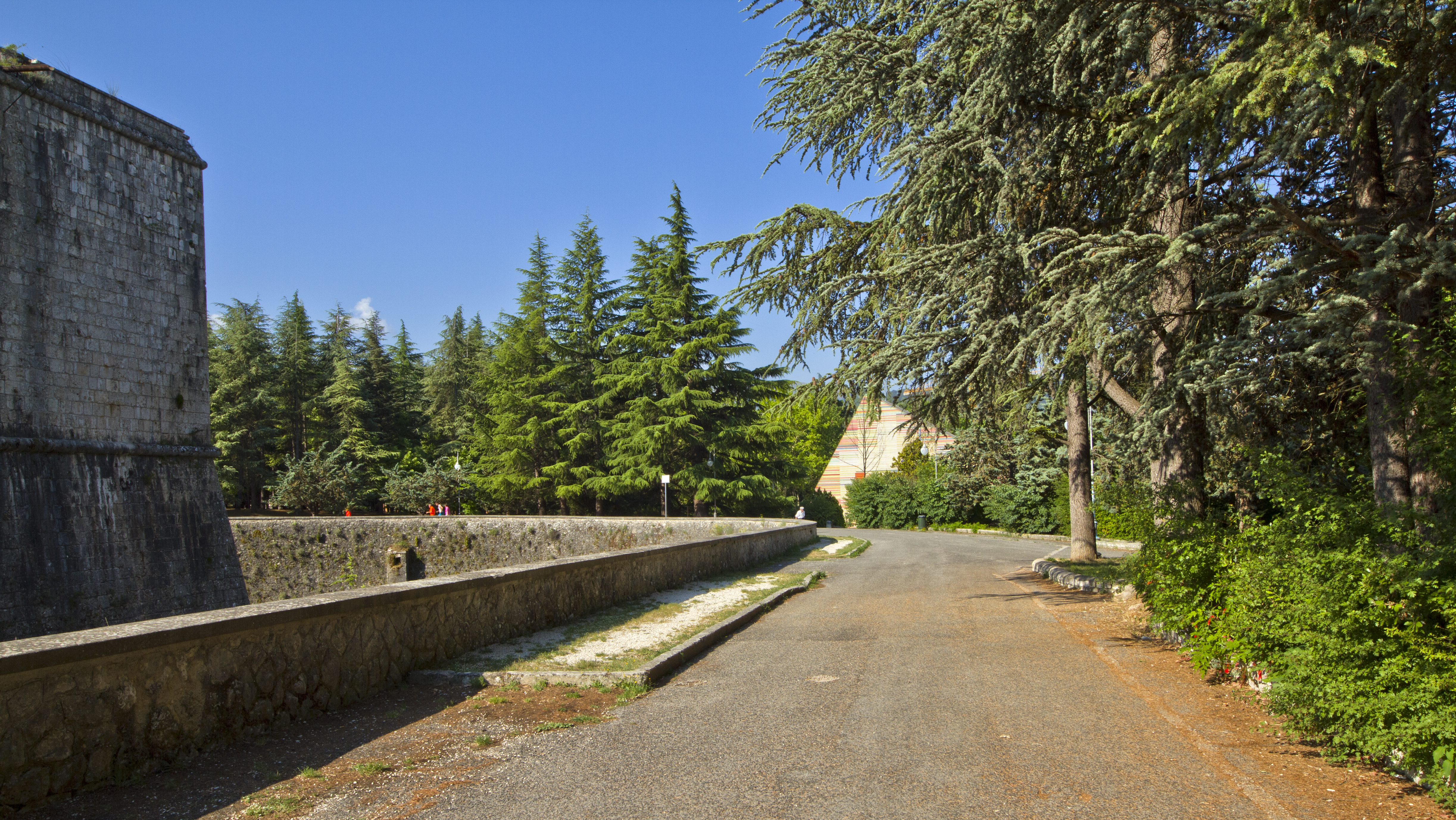
Il parco, veduta laterale di porzione del Forte spagnolo, in fondo dritto in vista parte dell'Auditorium di Renzo Piano

Dopo il terremoto del 2009 il castello è stato danneggiato, mentre il parco è rimasto aperto; nel 2018-19 lo stesso è stato oggetto di lavori di riqualificazione dei percorsi pedonali, e dei giardini. Il parco è dotato di panchine, area giochi per bambini, e dell'Auditoruum di Renzo Piano, moderna costruzione realizzata nel 2012. Nel 2019 vi è stato tracciato il simbolo del Terzo Paradiso, dell'artista Michelangelo Pistoletto.

## Monumenti

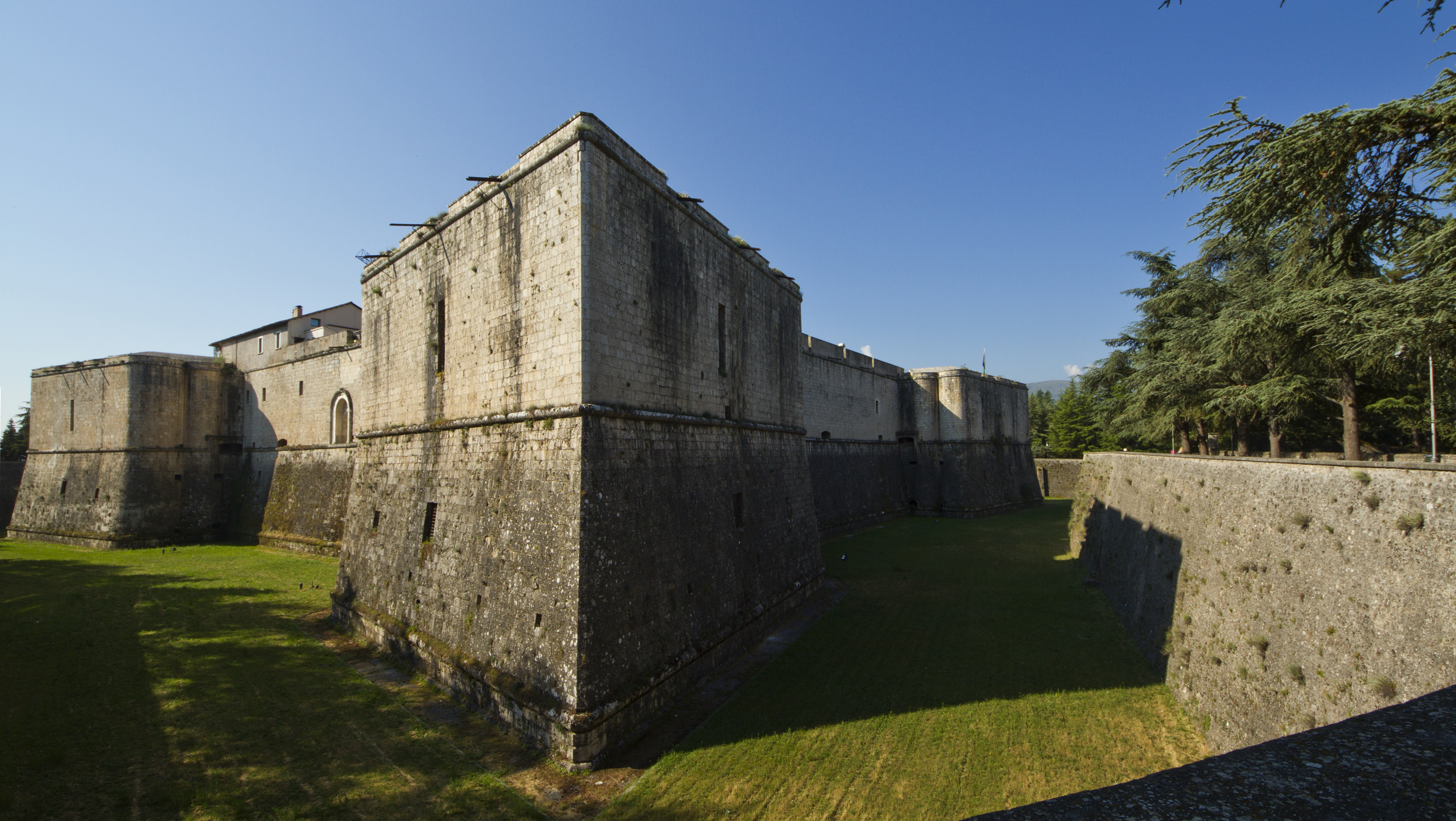
Il Forte spagnolo

- Forte spagnolo: il castello cinquecentesco dell'Aquila, voluto dal viceré spagnolo Pedro Alvarez di Toledo, progettato dall'architetto Pietro Aloisio Escrivà.
- Chiesa del Santissimo Crocifisso: si trova all'interno del parco, ha una monumentale torre campanaria ricavata da una delle torri i controllo delle mura di Porta Paganica. La chiesetta risale al XVII secolo.
- Fontana luminosa: all'ingresso del parco, in Piazza Battaglione degli Alpini, realizzata da Nicola d'Antino (1934)
- Auditorium del Parco: moderna costruzione di Renzo Piano del 2012, realizzata come nuovo spazio ricreativo, teatrale e culturale.